# La signora della porta accanto
La signora della porta accanto (La femme d'à côté) è un film del 1981 diretto da François Truffaut.

## Trama
Nei pressi di Grenoble, la signora Odile Jouve, che gestisce il Circolo di Tennis locale senza poter giocare perché ha una protesi alla gamba destra, introduce la storia di Bernard e Mathilde, il cui dramma si è consumato nei dintorni sei mesi prima.
Bernard vive con la sua famiglia, la moglie Arlette e il piccolo Thomas. La casa di fronte a loro è in affitto e presto arriva un inquilino, Philippe Bauchard. La moglie del vicino è una vecchia conoscenza di Bernard, che lui avrebbe preferito non vedere più. Quando la moglie organizza una cena di benvenuto per i nuovi vicini lui inventa una scusa e attende che vadano via prima di rientrare a casa.
Bernard si intrattiene a cena con la signora Odile Jouve, testimone della sua bugia, avendo telefonato a casa dal Circolo dove lei ha anche residenza. Lui non confessa le sue vere ragioni, dice di essere lento a fare nuove amicizie e della nuova vicina dice che non le sta simpatica, che ha l'aspetto di "una che cerca il pelo nell'uovo". La sera alla moglie dirà che non capisce cosa venga a fare "una come quella" in quel piccolo borgo di provincia dove loro hanno trovato invece la serenità. Intanto, a cena, anche Odile Jouve aveva confessato a Bernard di essere invalida non perché caduta per sbaglio da un settimo piano ma per aver tentato il suicidio dopo essere stata abbandonata da un uomo. Lui di tutto questo non sa nulla e lei ha fatto perdere le sue tracce.
Qualche giorno dopo Bernard e Mathilde si incontrano al supermercato. Lei lo affronta, gli chiede spiegazioni del suo atteggiamento, e che non poteva sapere di ritrovarlo come vicino di casa. La loro era stata una storia d'amore tormentata e basterà pochissimo perché ci ricadano entrambi. I due tornano ad essere amanti e iniziano a incontrarsi clandestinamente in un albergo di Grenoble. L'amore clandestino si trasforma nuovamente in passione e diventa una trappola per entrambi. Entrambi si rimproverano del passato, nessuno dei due si riconosce nella narrazione che l'altro fa della loro vicenda giovanile. Entrambi hanno trovato un equilibrio nella nuova relazione, entrambi si stanno costruendo ora una famiglia serena. Mathilde rimprovera a Bernard di non averla costruita con lei: "io ti amavo, tu eri innamorato". Cerca così di uscire da questa ambigua relazione, e inizia a rifiutarsi di incontrare Bernard. Grazie al marito incontra anche un giovane editore, Roland Duguet, che vuole pubblicare i suoi libri per l'infanzia, di cui lei realizza anche le illustrazioni. Sino a quando un giorno, in un ricevimento che insieme al marito lei organizza nel Circolo di Tennis per annunciare la loro partenza per un viaggio di nozze sinora sempre rimandato, dopo un incidente che le fa cadere il vestito e restare dinanzi a tutti solo con l'intimo, Bernard ha un raptus di gelosia e la prende furiosamente a schiaffi di fronte a tutti. Se poco prima lei ha raccontato di Bernard al marito, descrivendolo come un uomo che aveva una relazione con la cugina ed era opportunista e ferocemente egoista, adesso è costretta a raccontare la verità. Cosa che non fa Bernard alla propria moglie, pronunciandosi come il martire di una donna che lo perseguitava e lo fa tuttora.
Pochi giorni prima Odile Jouve, ricevuto un telegramma, era partita improvvisamente per una piccola vacanza a Parigi. Lo stesso giorno della sua partenza arriva al Circolo il suo vecchio amante, ritornato dalla Nuova Caledonia solo per incontrarla dopo anni di cui aveva perso ogni traccia di lei. Tutti restano stupiti da questa coincidenza, ma non Mathilde. Per lei Odile diventa un esempio di equilibrio di cui si sente incapace. Durante il viaggio di nozze termina senza entusiasmo il libro e al loro ritorno, di nuovo nel Circolo di Tennis, alla presentazione del suo libro è preda di un esaurimento nervoso, cade a terra e viene ricoverata in ospedale.
Mathilde si ammala di una grave depressione e il ricovero si prolunga. Bernard non si interessa più di lei, ma viene costretto da Philippe ad andarla a trovare ogni giorno in ospedale, dove si comporta con freddezza. Finalmente Mathilde guarisce e Philippe organizza il trasloco in un nuovo appartamento a Grenoble. Una notte però Bernard viene svegliato da alcuni rumori dalla casa vicina. Scorge una luce al suo interno. Senza farsene accorgere dalla moglie esce e ritorna tra le braccia di Mathilde che lo attende. Si gettano per terra per fare l'amore e mentre lui è sopra di lei, Mathilde estrae la pistola dalla borsetta e gli spara alla tempia; subito dopo punta la pistola anche sulla sua.
Il freddo verbale della polizia accompagna le ultime immagini sulle due case circondate da ambulanza e camionette.
Odile Jouve conclude il racconto suggerendo un epitaffio funerario per i due amanti: ”né con te, né senza di te”, aggiungendo: “ma nessuno chiederà il mio parere”.

## Produzione

### Riprese
Le riprese furono effettuate dal 1º aprile al 15 maggio 1981 a Grenoble e dintorni e il film fu proiettato in pubblico per la prima volta il 30 settembre 1981.